# Neocrinus
Neocrinus is een geslacht van zeelelies uit de familie Isocrinidae.

## Soorten
- Neocrinus blakei (Carpenter, 1884)
- Neocrinus decorus (Thomson, 1864)